# Les Salles-de-Castillon
Pour les articles homonymes, voir Salles.
Les Salles-de-Castillon est une commune du Sud-Ouest de la France, située dans le département de la Gironde (région Nouvelle-Aquitaine).

## Géographie

### Communes limitrophes
Les Salles-de-Castillon est limitrophe de sept autres communes, dont trois dans le département de la Dordogne, dont Saint-Michel-de-Montaigne au sud-est,sur moins de 200 mètres.
| Saint-Cibard              | Francs                  | Minzac (Dordogne)                    |
| Saint-Philippe-d'Aiguille | des Salles-de-Castillon | Montpeyroux (Dordogne)               |
|                           | Gardegan-et-Tourtirac   | Saint-Michel-de-Montaigne (Dordogne) |

### Climat
Pour des articles plus généraux, voir Climat de la Nouvelle-Aquitaine et Climat de la Gironde.
Historiquement, la commune est exposée à un climat océanique aquitain.  
En 2020, Météo-France publie une typologie des climats de la France métropolitaine dans laquelle la commune est exposée à un climat océanique et est dans la région climatique  Aquitaine, Gascogne, caractérisée par une pluviométrie abondante au printemps, modérée en automne, un faible ensoleillement au printemps, un été chaud (19,5 °C), des vents faibles, des brouillards fréquents en automne et en hiver et des orages fréquents en été (15 à 20 jours).
Pour la période 1971-2000, la température annuelle moyenne est de 12,8 °C, avec une amplitude thermique annuelle de 14,9 °C. Le cumul annuel moyen de précipitations est de 838 mm, avec 12 jours de précipitations en janvier et 7,1 jours en juillet. Pour la période 1991-2020, la température moyenne annuelle observée sur la station météorologique la plus proche, située sur la commune de Saint-Émilion à 12 km à vol d'oiseau, est de 13,9 °C et le cumul annuel moyen de précipitations est de 798,1 mm,. Pour l'avenir, les paramètres climatiques de la commune estimés pour 2050 selon différents scénarios d’émission de gaz à effet de serre sont consultables sur un site dédié publié par Météo-France en novembre 2022.

## Urbanisme

### Typologie
Au 1er janvier 2024, Les Salles-de-Castillon est catégorisée commune rurale à habitat dispersé, selon la nouvelle grille communale de densité à sept niveaux définie par l'Insee en 2022.
Elle est située hors unité urbaine et hors attraction des villes,.

### Occupation des sols

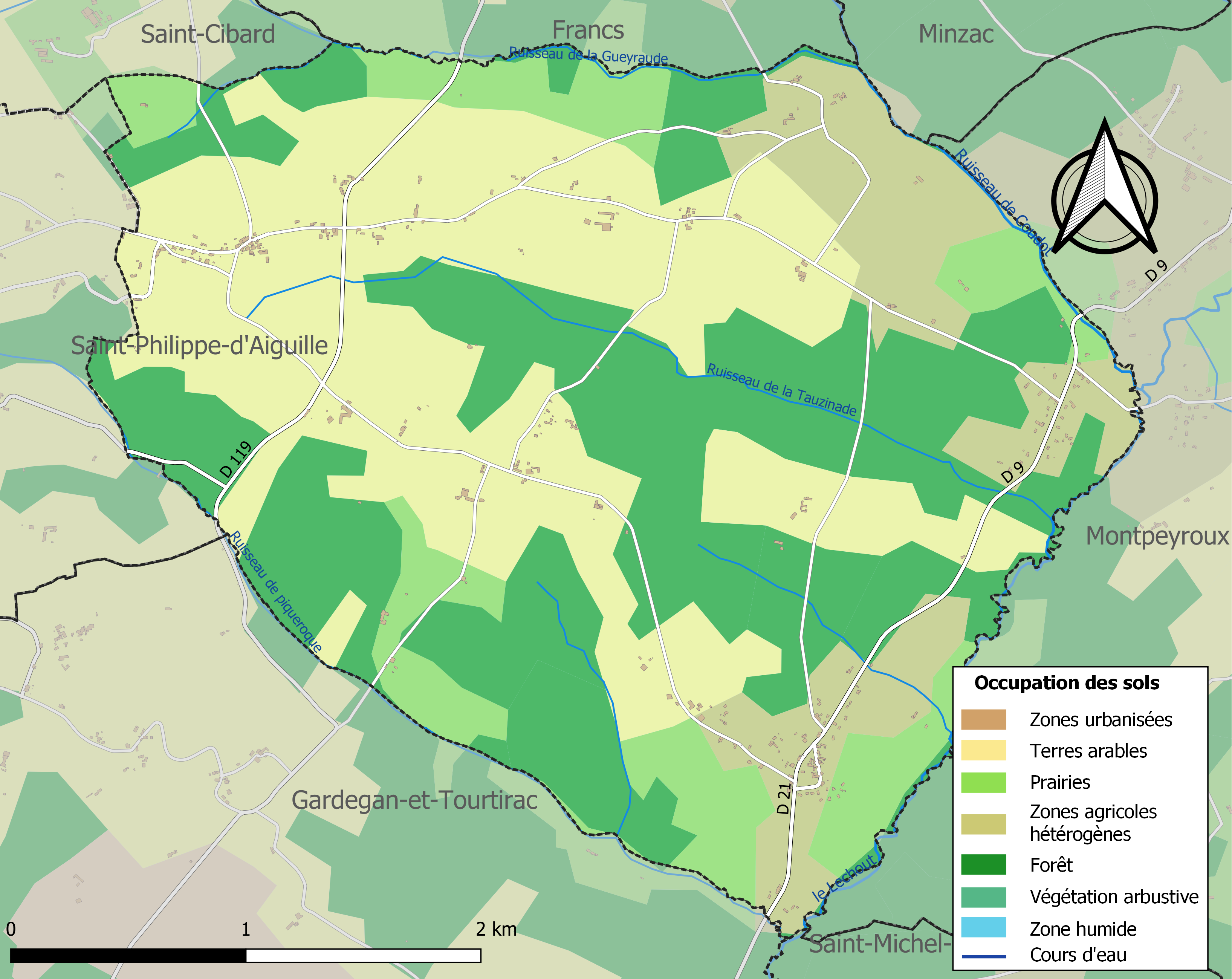
Carte des infrastructures et de l'occupation des sols de la commune en 2018 (CLC).

L'occupation des sols de la commune, telle qu'elle ressort de la base de données européenne d’occupation biophysique des sols Corine Land Cover (CLC), est marquée par l'importance des territoires agricoles (63,1 % en 2018), en diminution par rapport à 1990 (64,3 %). La répartition détaillée en 2018 est la suivante : 
cultures permanentes (37,7 %), forêts (36,9 %), zones agricoles hétérogènes (13,5 %), prairies (11,9 %). L'évolution de l’occupation des sols de la commune et de ses infrastructures peut être observée sur les différentes représentations cartographiques du territoire : la carte de Cassini (XVIIIe siècle), la carte d'état-major (1820-1866) et les cartes ou photos aériennes de l'IGN pour la période actuelle (1950 à aujourd'hui).

### Risques majeurs
Le territoire de la commune des Salles-de-Castillon est vulnérable à différents aléas naturels : météorologiques (tempête, orage, neige, grand froid, canicule ou sécheresse) et séisme (sismicité très faible). Un site publié par le BRGM permet d'évaluer simplement et rapidement les risques d'un bien localisé soit par son adresse soit par le numéro de sa parcelle.

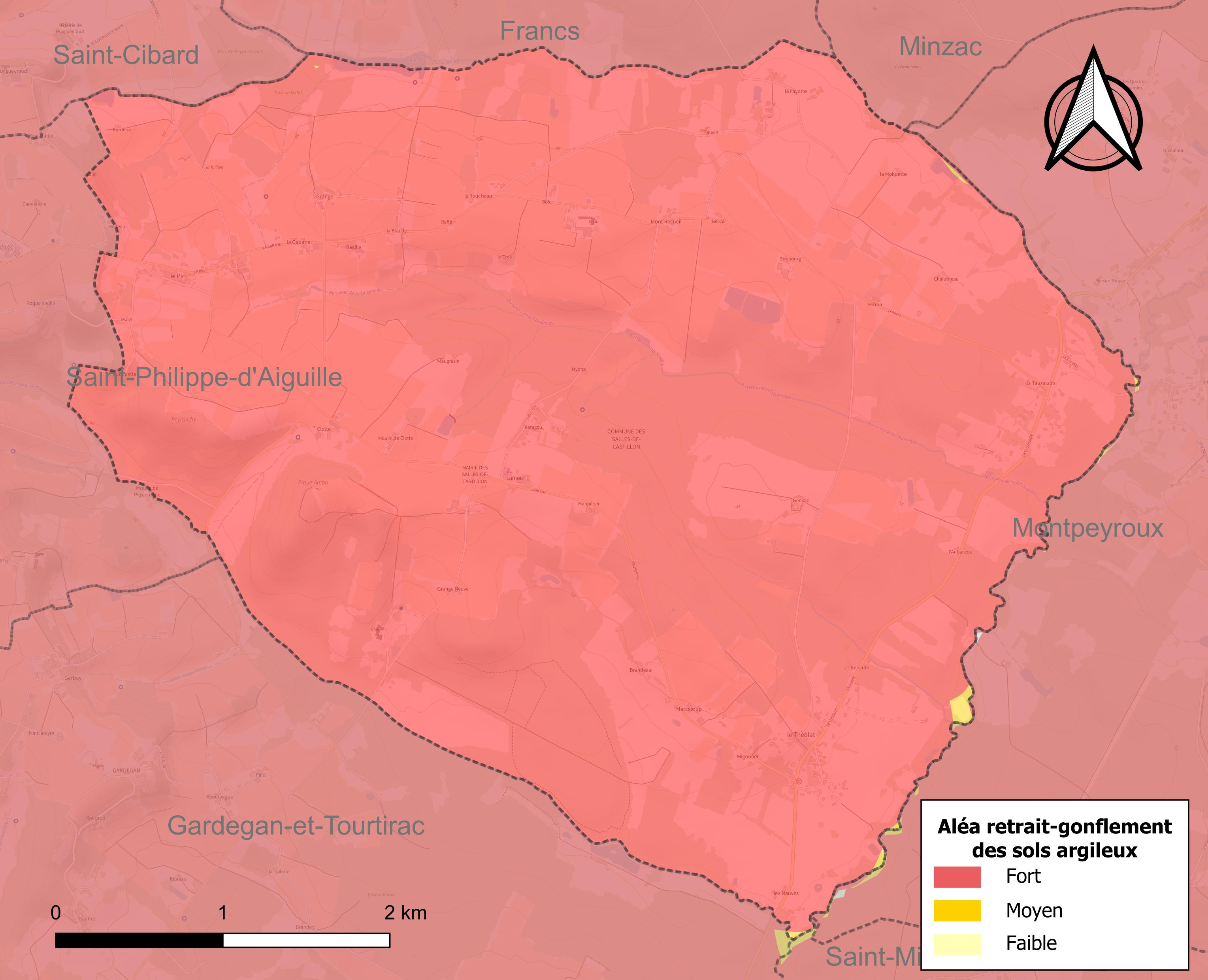
Carte des zones d'aléa retrait-gonflement des sols argileux des Salles-de-Castillon.

Le retrait-gonflement des sols argileux est susceptible d'engendrer des dommages importants aux bâtiments en cas d’alternance de périodes de sécheresse et de pluie. La totalité de la commune est en aléa moyen ou fort (67,4 % au niveau départemental et 48,5 % au niveau national). Sur les 191 bâtiments dénombrés sur la commune en 2019,  191 sont en aléa moyen ou fort, soit 100 %, à comparer aux 84 % au niveau départemental et 54 % au niveau national. Une cartographie de l'exposition du territoire national au retrait gonflement des sols argileux est disponible sur le site du BRGM,.
La commune a été reconnue en état de catastrophe naturelle au titre des dommages causés par les inondations et coulées de boue survenues en 1982, 1983, 1999 et 2009.

## Histoire
Les Salles deviennent Les Salles de Castillon en 1906.

Saint-Pierre des Salles devient Les Salles en 1789.

## Politique et administration
| Période                                  | Période  | Identité                                 | Étiquette | Qualité  |
| ---------------------------------------- | -------- | ---------------------------------------- | --------- | -------- |
| Les données manquantes sont à compléter. |          |                                          |           |          |
| 1790                                     | 1796     | Jean Pradeau                             | SE        |          |
| 1796                                     | 1800     | Jean Lateyron                            | SE        |          |
| 1800                                     | 1844     | Jean Lasserre                            | SE        |          |
| 1844                                     | 1848     | Alfred Roy de Clotte                     | SE        |          |
| 1848                                     | 1881     | François Arnaud                          | SE        |          |
| 1881                                     | 1884     | Arnaud Mallet                            | SE        |          |
| 1884                                     | 1894     | Martial Gourrinat                        | SE        |          |
| 1894                                     | 1896     | Jean Gemon                               | SE        |          |
| 1896                                     | 1904     | Martial Gourrinat                        | SE        |          |
| 1904                                     | 1910     | Alexis Jean Mallet                       | SE        |          |
| 1910                                     | 1912     | Jean Gemon                               | SE        |          |
| 1912                                     | 1918     | Pierre Barreyre                          | SE        |          |
| 1918                                     | 1925     | Antoine Guimberteau                      | SE        |          |
| 1925                                     | 1929     | Jean Gelat                               | SE        |          |
| 1929                                     | 1935     | Jean Dubut                               | SE        |          |
| 1935                                     | 1944     | Louis Grandcoin                          | SE        |          |
| 1944                                     | 1945     | Pierre Maurice Barbe                     | SE        |          |
| 1945                                     | 1945     | Jules Boutes                             | SE        |          |
| 1945                                     | 1947     | Jean Dubut                               | SE        |          |
| 1947                                     | 1989     | Pierre Boutin                            | SE        |          |
| 1989                                     | 1995     | Évelyne Lovato                           | SE        |          |
| 1995                                     | 2001     | Henri Frontier                           | SE        |          |
| 2001                                     | En cours | Marie-Claude Lavignac réélue en mai 2020 | SE        | Employée |

## Démographie
L'évolution du nombre d'habitants est connue à travers les recensements de la population effectués dans la commune depuis 1793. Pour les communes de moins de 10 000 habitants, une enquête de recensement portant sur toute la population est réalisée tous les cinq ans, les populations de référence des années intermédiaires étant quant à elles estimées par interpolation ou extrapolation. Pour la commune, le premier recensement exhaustif entrant dans le cadre du nouveau dispositif a été réalisé en 2004.

En 2022, la commune comptait 321 habitants, en évolution de −15,08 % par rapport à 2016 (Gironde : +6,91 %, France hors Mayotte : +2,11 %).
| 1793 | 1800 | 1831 | 1836 | 1841 | 1846 | 1851 | 1856 | 1861 |
| ---- | ---- | ---- | ---- | ---- | ---- | ---- | ---- | ---- |
| 477  | 450  | 440  | 440  | 416  | 392  | 396  | 392  | 431  |

| 1866 | 1872 | 1876 | 1881 | 1886 | 1891 | 1896 | 1901 | 1906 |
| ---- | ---- | ---- | ---- | ---- | ---- | ---- | ---- | ---- |
| 486  | 424  | 437  | 433  | 371  | 409  | 443  | 481  | 468  |

| 1911 | 1921 | 1926 | 1931 | 1936 | 1946 | 1954 | 1962 | 1968 |
| ---- | ---- | ---- | ---- | ---- | ---- | ---- | ---- | ---- |
| 455  | 411  | 458  | 421  | 383  | 401  | 394  | 333  | 334  |

| 1975 | 1982 | 1990 | 1999 | 2004 | 2006 | 2009 | 2014 | 2019 |
| ---- | ---- | ---- | ---- | ---- | ---- | ---- | ---- | ---- |
| 270  | 283  | 324  | 369  | 355  | 342  | 386  | 386  | 333  |

| 2022 | - | - | - | - | - | - | - | - |
| ---- | - | - | - | - | - | - | - | - |
| 321  | - | - | - | - | - | - | - | - |

## Lieux et monuments
- Pey-Landry, menhir daté du Néolithique, classé sous deux dénominations différentes au titre des monuments historiques en 1889 : une première fois, à tort, comme dolmen[20] et une seconde fois, sous le nom de menhir de  Clotte[21].
- Église Saint-Pierre, romane du XIIe siècle, inscrite au titre des monuments historiques en 1925[22].

### Patrimoine naturel
Les pelouses de Pey Landry sont un site naturel remarquable géré par le conservatoire d'espaces naturels d'Aquitaine.